# Sant Miquel de Tartareu
Sant Miquel de Tartareu és una església a Tartareu, al municipi de les Avellanes i Santa Linya (Noguera) inclosa a l'Inventari del Patrimoni Arquitectònic de Catalunya.

## Descripció
Sant Miquel, antiga església parroquial del poble de Tartareu, està situada enlairada prop de les ruïnes del castell i de les restes d'una altra església, també romànica. És una església d'una sola nau amb planta de creu llatina. Té un sol absis, de planta semicircular, i una capella a cada banda. L'absis presenta una finestra de doble esqueixada i arc de mig punt monolític. El presbiteri és situat en un nivell superior. La nau i la capella lateral nord són cobertes amb volta de canó apuntada, mentre que la capella sud, que sembla correspondre als segles XVI-XVII, no conserva aquest tipus de coberta. S'accedeix a l'interior mitjançant una porta adovellada situada al mur sud. Al mur oest tan sols hi destaca una petita finestra amb forma de creu grega. L'edifici és fet tot de pedra, amb carreus de mida irregular, ben escairats i polits i disposats en filades regulars.

## Història
Sant Miquel està situada damunt d'un turó, a l'antic fossar de Tartareu. És obra dels segles XI-XIII. La primera referència documental de l'església és de l'any 1083, en què el comte d'Urgell Ermengol IV i la seva esposa Adelaida fèien donació a la canònica de Santa Maria de Solsona de l'església del castell de Tartareu.

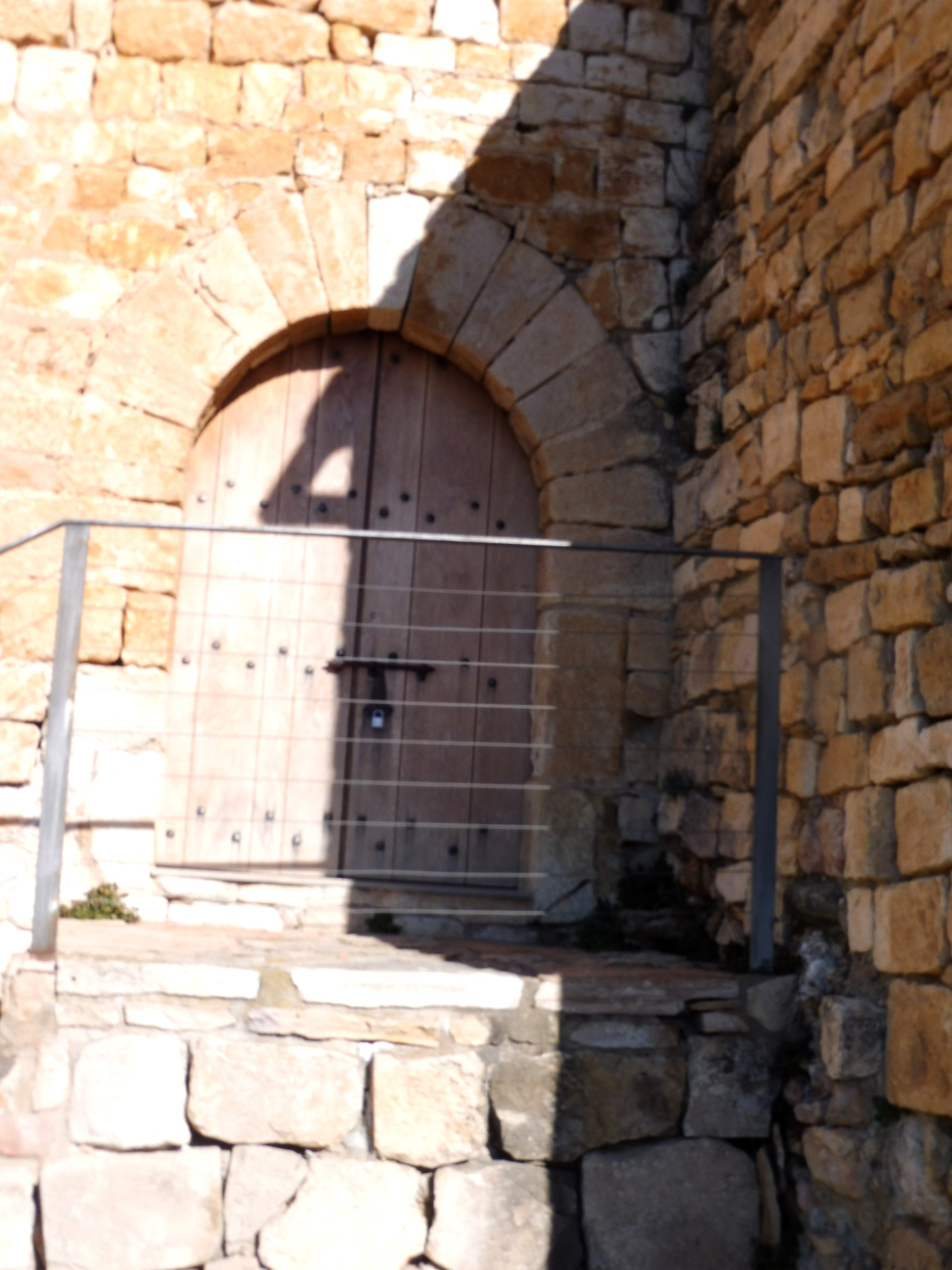
Portada al mur sud.

L'edifici primitiu degué abandonar-se a la segona meitat del segle xii, durant la qual es construí la nova església de Sant Miquel, l'actual, aprofitant com a material de construcció els carreus de l'antiga.
Aquest temple tingué funcions parroquials fins al segle xviii, en què es traslladaren a una nova església bastida al peu del turó del castell.
En l'actualitat cada any se celebra un aplec de renom coincidint amb el dia del sant patró (29 de setembre).
Durant els anys 1980-1983 es va condicionar una mica per a poder tornar a celebrar missa el dia del sant.
Pel maig de 1991 es va dur a terme una campanya d'excavacions arqueològiques que van deixar al descobert la construcció del segle xii o primera meitat del xiii. Arrel d'aquesta campanya d'excavacions l'església fou restaurada amb l'ajut, per subvenció, del Departament de Cultura de la Generalitat de Catalunya.
Durant els treballs de restauració de l'interior del temple (1991-1992), que comportaren l'eliminació de la banqueta correguda adossada als murs de la nau i la supressió dels tres graons inicials d'accés al presbiteri, tot obra dels segles XVI-XVII, es va trobar a la zona antiga de l'altar una arqueta de fusta que contenia set monedes encunyades a nom de Teresa d'Entença (1314-1327). Malauradament l'arqueta es va destruir, però cal relacionar aquest element amb una possible consagració tardana de l'edifici o algun fet similar.